# Knik-Fairview, Alaska
Knik-Fairview är en ort (CDP) i Matanuska-Susitna Borough, i delstaten Alaska, USA.